# Edoardo Pezzali
Edoardo Pezzali (Pavia, 1915 – Palacio de Ibarra, 11 marzo 1937) è stato un militare italiano, decorato di medaglia d'oro al valor militare alla memoria nel corso della guerra di Spagna.

## Biografia
Nacque a Pavia nel 1915, figlio di Giovanni e Giuseppa Garibaldi.
Nel 1932 conseguì il diploma magistrale presso l'Istituto "Vittoria Colonna" di Roma, e nel 1933 la maturità classica nel Liceo "Terenzio Mamiani". Si iscrisse nella facoltà di giurisprudenza dell'università di Roma, e coltivò studi umanistici e filosofici divenendo apprezzato collaboratore in diverse pubblicazioni letterarie. Arruolatosi nel Regio Esercito seguì i preliminari del corso allievi ufficiali di complemento presso l'università di Roma, e nel 1935 frequentò a Fano il periodo applicativo presso il 94º Reggimento fanteria "Messina". Nominato aspirante nel gennaio 1936, venne assegnato al 4º Reggimento fanteria carrista di stanza a Roma. Sebbene ancora convalescente di una grave malattia, volle riprendere servizio per partecipare alle operazioni belliche nel corso della guerra di Spagna. Accolta la sua domanda, con il grado di sottotenente di complemento, il 31 gennaio 1937 si imbarcò per Cadice assegnato al raggruppamento carristi del Corpo Truppe Volontarie. Cadde in combattimento a Palacio de Ibarra l'11 marzo 1937, e fu successivamente insignito della medaglia d'oro al valor militare alla memoria.